# Bert Verduin
Bert Verduin (Heemskerk, 22 december 1964) is een Nederlandse voormalig marathonschaatser. Zijn grootste succes was de winst op het Nederlandse kampioenschap schaatsen op natuurijs in 1997 en een derde plaats in de Elfstedentocht in datzelfde jaar.

## Levensloop
Verduin werd geboren als de zoon van een bloemenkweker. Later nam hij het bedrijf van zijn vader over. Daarnaast richtte hij zich op een carrière als marathonschaatser. Zijn eerste serieuze uitslag reed Verduin in januari 1985 toen hij tweede werd tijdens een schaatsmarathon in Den Ilp. Tijdens de Elfstedentocht een jaar later werd hij gedeeld veertiende. Zijn eerste serieuze overwinning was in 1993 toen hij het Open Nederlands Kampioenschap op natuurijs won.
Zijn beste seizoen was de winter van 1996-1997. Op 30 december 1996 won hij het Nederlandse kampioenschap schaatsen op natuurijs in 1997. Vijf dagen later nam hij de deel aan de Elfstedentocht. Hij reed naar de finish met een kopgroep van vijf man, maar moest het in sprint afleggen tegen de uiteindelijke winnaar Henk Angenent en topfavoriet Erik Hulzebosch. Na het winnen van de alternatieve Elfstedentocht in Finland in februari 1999 kondigde Verduin aan te stoppen.
Verduin tradt in februari 2019 toe tot het bestuur van de LTO Noord-afdeling Heemskerk.

## Erelijst
1998-1999
- 1e Finland Ice Marathon
- 2e Alternatieve Elfstedentocht Weissensee

1996-1997
- 1e NK Schaatsen op natuurijs
- 3e Elfstedentocht
- 10e Open NK op natuurijs
- 11e Rottemerentocht
- 14e Veluwemeertocht

1995-1996
- 1e USA Marathon
- 3e 100 van Earnewald
- 6e NK Schaatsen op natuurijs
- 9e Amstelmeer Marathon

1994-1995
- 10e Open NK op natuurijs

1993-1994
- 1e 100 van Earnewald
- 3e Alternatieve Elfstedentocht Weissensee

1992-1993
- 1e Open NK op natuurijs]
- 3e Veenoord
- 8e NK Schaatsen op natuurijs

1991-1992
- 8e Open NK op natuurijs

1988-1989
- 8e Alternatieve Elfstedentocht Weissensee

1989-1990
- 3e Alternatieve Elfstedentocht Weissensee

1985-1986
- 14e (gedeeld) Elfstedentocht